# Pilatus P-3
Pilatus P-3 – wojskowy samolot szkolno-treningowy szwajcarskiej firmy Pilatus Aircraft. Pierwszy lot samolotu odbył się 3 września 1956 roku. Szwajcarskie Siły Powietrzne zakupiły 72, a Brazylijska Marynarka Wojenna 6 sztuk tego samolotu. Pilatus P-3 ma podobną konstrukcję do samolotów PC-7 i PC-9.

## Użytkownicy
- Brazylia[2]
  - Brazylijska Marynarka Wojenna
- Szwajcaria[2]
  - Szwajcarskie Siły Powietrzne

## Specyfikacja
Źródło

Załoga: 2 (1 uczeń + 1 instruktor)

Długość kadłuba: 8,75 m

Wysokość: 3,05 m

Rozpiętość skrzydeł: 10,40 m

Zasięg: 650 km